# Histoire de Molsheim

Les armoiries de Molsheim : le supplice de saint Georges.

L'histoire de Molsheim (Bas-Rhin) inventorie, étudie et interprète l'ensemble des événements du passé liés à cette ville. 
Bien que ne constituant pas un noyau urbain dans l'Antiquité pré-romaine ni gallo-romaine, Molsheim est déjà un lieu de passage et de résidence, dont témoignent de nombreux vestiges archéologiques. La ville est pour la première fois mentionnée dans un document datant de 820. Le premier édifice durable, l'église du Dompeter, est construit au cours du XIe siècle.
Le 4 février 1220 marque la date officielle de naissance de la ville en tant que cité. Frédéric II la dote d'une charte qui lui octroie les privilèges d'une ville. Rapidement, cette ville, dont la création par l'empereur contre le gré de l'évêque se révèle illégale, est récupérée par la puissance épiscopale. Durant le Moyen Âge et jusqu'à la Révolution française, Molsheim reste possession de l'évêché, qui la dote, la fortifie et l'enrichit.
Lorsque survient la Réforme luthérienne, Strasbourg passe au protestantisme. Les structures ecclésiales catholiques se réfugient alors à Molsheim, qui devient la capitale alsacienne de la Contre-Réforme. Elle accueille, outre l'évêque, le chapitre cathédral des vingt-quatre comtes, ainsi que plusieurs communautés monastiques et religieuses ; elle connaît alors une période de prospérité importante. L'affrontement entre catholiques et protestants ruine cependant à plusieurs reprises la ville. Entre-temps, à la fin du XVIIe siècle, Molsheim est intégré au royaume de France par les conquêtes de Louis XIV.
Lors de la Révolution française, la ville voit disparaître ses communautés religieuses. L'industrie se développe, en particulier sous l'action de Jacques Coulaux. La ville hérite en outre du statut de chef-lieu de canton, puis de sous-préfecture. L'arrivée de la ligne de Strasbourg à Saint-Dié puis celle de celle de Sélestat à Saverne en font un carrefour ferroviaire important. Ces fonctions administratives, industrielles et tertiaires perdurent et se développent avec l'intégration dans l'Alsace-Lorraine allemande. En 1909, un ingénieur milanais, Ettore Bugatti, s'établit à Molsheim pour y établir son usine de construction automobile.
La première Guerre mondiale affecte relativement peu Molsheim, hors la conscription de ses habitants dans l'armée impériale. À l'issue de cette guerre, Molsheim voit se développer les succès automobiles et sportifs de Bugatti. La Seconde Guerre mondiale marque durablement la ville, comme dans toute l'Alsace, avec le recrutement forcé des Malgré-nous. La libération de Molsheim a lieu le 23 novembre 1944.
Durant les Trente Glorieuses, l'industrie se développe fortement à Molsheim, et ce développement se maintient ensuite. Malgré la fermeture de la ligne vers Saverne, la fonction de carrefour demeure une caractéristique de Molsheim, avec le développement du réseau autoroutier qui la dessert. Les grands chantiers du début du XXIe siècle visent à protéger Molsheim des engorgements routiers. Puis les actions politiques visent à requalifier le centre-ville de la cité.

## Protohistoire
À l'époque protohistorique, Molsheim n'existe pas en tant que ville. Néanmoins, de nombreux établissements humains sont attestés à cette époque sur le site de Molsheim. Le plus connu est le « Lange Stein », parfois qualifié de « menhir », situé au tripoint des communes de Molsheim, Altorf et Dorlisheim. Il s'agit d'un stèle qui surmonte un tertre funéraire. Les fouilles menées à cet endroit en 1928 par F. A Schaeffer et J.-J. Hatt ont mis au jour des tessons de poterie de la fin du VIe siècle av. J.-C..

## Antiquité
Le site est occupé pendant l'époque gallo-romaine. Les travaux de démolition de l'église Saint-Georges, au XIXe siècle, révèlent deux-bas-reliefs romains, qui avaient été réutilisés dans la construction de l'édifice. Ces deux bas-reliefs représentent deux divinités avec voile flottant et recevant des offrandes à leurs pieds. Une tombe romaine tardive, du IVe ou du  Ve siècle, est révélée en 1924 dans le quartier du Stierkopf ; une autre, du IIe ou du  IIIe siècle, est mise au jour en 1970 dans le quartier du Rott.

## Moyen Âge

### Période mérovingienne
À l'endroit où l'actuelle rue des Romains, située au nord du centre-ville, croise l'antique voie allant de Molsheim à Avolsheim, une vaste néropole mérovingienne appelée « cimetière du Zich » (du nom du quartier actuel) est peu à peu mise au jour à partir du XIXe siècle, avec des fouilles plus systématiques en 1926 par F. A. Schaeffer, et surtout de 1935 à 1939 par J. et Édouard Griess. Cette nécropole compte environ deux cents squelettes. Les parures et mobiliers les ornant sont abondants et variés, même après de nombreux pillages antérieurs. Ainsi, huit tombes richement meublées de la fin du VIIe et du début du  VIIIe siècle sont trouvées sur le terrain Arbogast, vingt-deux autres sur la parcelle dite in der Leimengrube, trente-et-une sur la parcelle contiguë N°399, treize sur le Hafnerbreite, cinquante-huit sur la parcelle Rauner. Une ultime campagne de fouilles est menée en 1980 lors de la création du cimetière moderne du Zich, et dégage sept tombes du VIIe siècle,.

### Première mention du nom
La première mention du nom de Molsheim date de 820. Il s'agit d'une charte par laquelle Adeloch, évêque de Strasbourg et maître d'ouvrage de la construction de Saint-Thomas, fait don au chapitre de cette dernière de diverses possessions, dont des vignes situées in marcha Molleshemero. D'autres dons du même type, constitués uniquement de vignes, sont effectués par les évêques Richwin (913-933) et Erchenbald (965-991), dons qui sont confirmés le 23 février 1163 par Frédéric Barberousse sous la dénomination vineas in Mollesheim.

### Premiers édifices et fortunes diverses

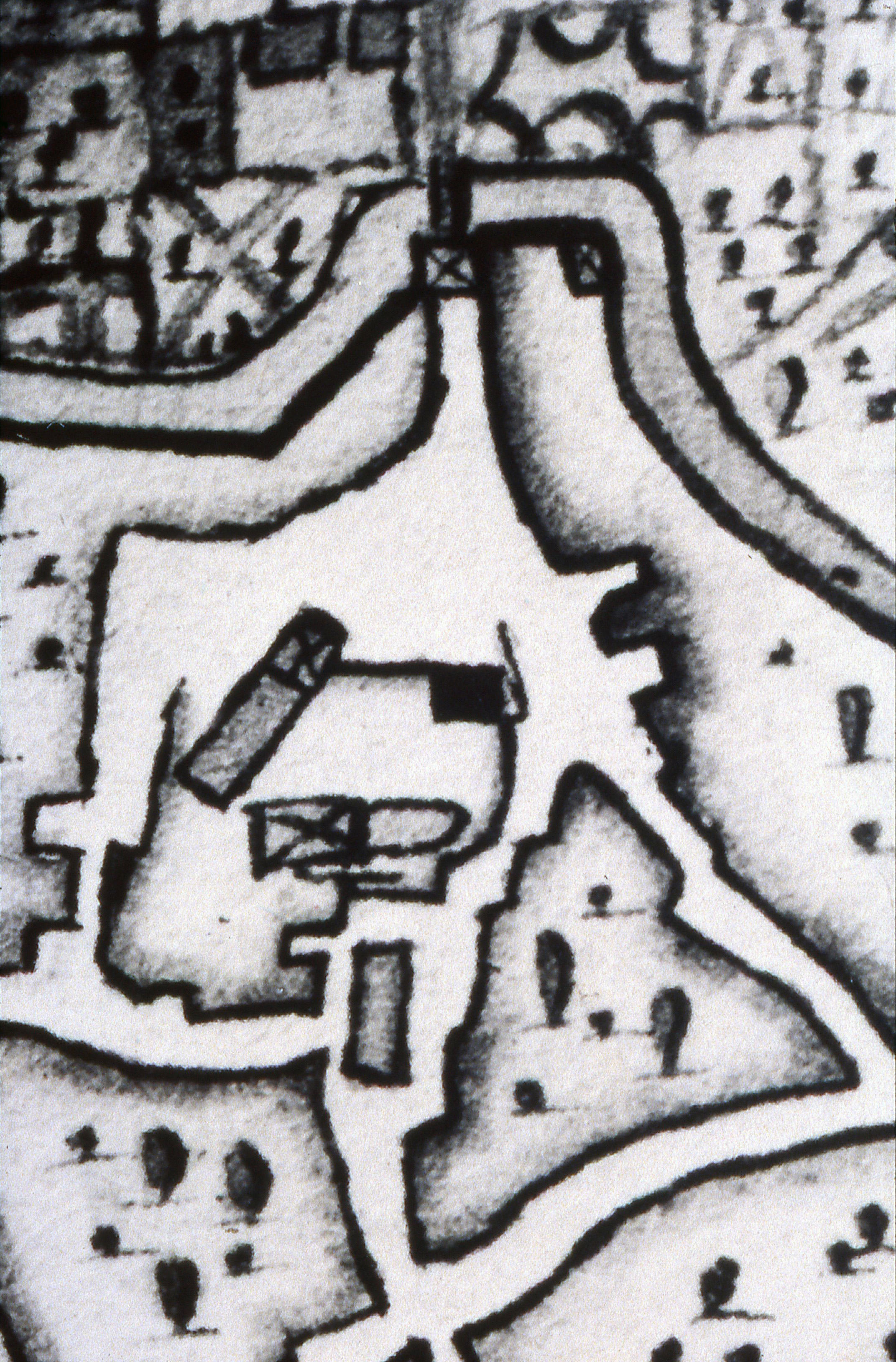
Le cimetière fortifié entourant l'église Saint-Georges, premier noyau urbain de Molsheim en 1220.

Les historiographes de Molsheim s'accordent pour dire que durant le Haut Moyen Âge, l'agglomération de Molsheim est non seulement très modeste dans son étendue, mais composée de surcroît de cabanes très simples. Ce hameau jouit d'une relative autonomie, mais ne peut se prévaloir d'aucune autorité politique ni religieuse. En revanche, la principale ressource de la ville semble déjà être la culture de la vigne.
La première église de la ville est située assez loin au nord de la ville moderne, à la limite d'Avolsheim. Il s'agit du Dompeter, consacrée en 1049 par le pape alors de passage.
Le premier noyau urbain de la ville se constitue autour de l'église Saint-Georges, qui n'est alors qu'une chapelle dépendant du Dompeter. Saint-Georges est située au cœur d'un cimetière fortifié, à l'emplacement de ce qui est au XXIe siècle la place du Marché, dans la partie haute de la cité. Ce premier noyau est très réduit mais s'étend rapidement vers le sud et l'est.
La Querelle des Investitures se termine en 1122 par le concordat de Worms ; à cette occasion, Berthold III de Zähringen effectue une incursion armée en territoire alsacien, afin de venir en aide à son ami le comte de Dabo. Ses troupes stationnent devant Molsheim le 19 février 1123 ; les habitants de la ville viennent de nuit assassiner le duc et disperser son escorte.
Molsheim devient ensuite le séjour temporaire d'un empereur du Saint-Empire, Conrad III ; une charte qu'il rédige en faveur de la ville italienne de Plaisance est datée de in Alsatia in loco qui dicitur Molescum. Ses successeurs tiennent Molsheim pour une de leurs possessions durant tout le XIIe siècle. Philippe de Souabe, prétendant au trône impérial, la donne à Conrad de Hunebourg, évêque de Strasbourg, en espérant que ce dernier le soutienne. Celui-ci ayant préféré soutenir Otton de Brunswick, Philippe se venge contre Molsheim, qu'il pille et incendie en 1198, ne laissant la vie sauve qu'aux habitants ayant trouvé refuge dans le cimetière.
Durant les vingt années qui suivent, Molsheim est propriété de l'évêque, qui l'exprime clairement dans ses actes, qui y désigne ses gens homines nostros de Mollesheim ; cela dit, cette formulation ne signifie pas que tous les habitants du lieu relève de l'évêque, même si ce dernier nomme le Schultheiß, c'est-à-dire le prévôt.

### Création de la ville et relations avec l'Empire et l'évêque auXIIIesiècle

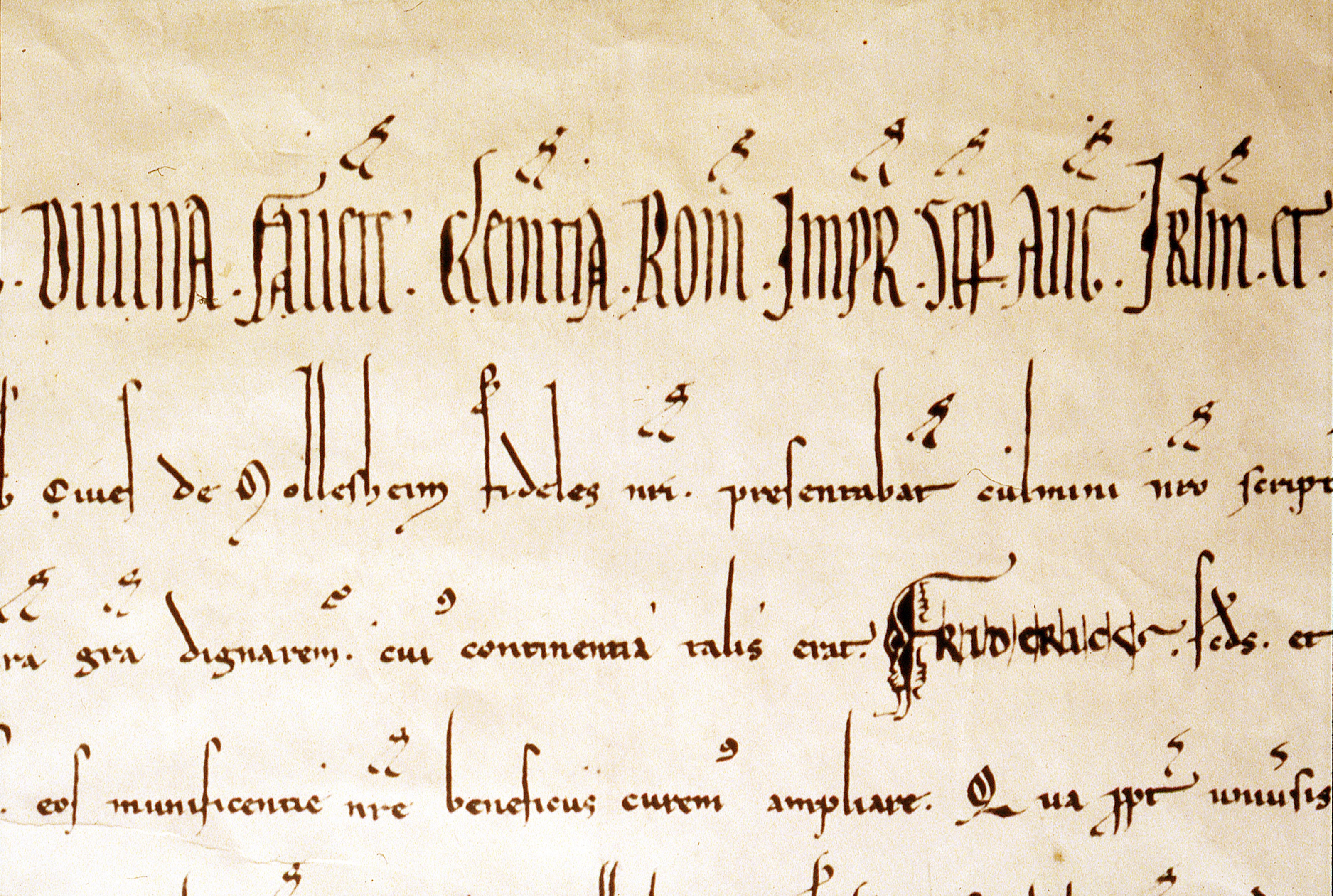
La charte de fondation de la ville de Molsheim, en 1220.

La ville est officiellement créée en tant que cité du Saint-Empire romain germanique en le 4 février 1220, par Frédéric II. Celui-ci mesure pleinement la situation stratégique de la ville à la sortie de la Vallée de la Bruche, et donc sur l'itinéraire permettant d'acheminer le sel depuis la Lorraine jusqu'en Alsace. Toutefois, cette fondation se fait illégalement, en spoliant l'évêque de sa possession légitime, ce qui amène plaintes et différends. Dès le 25 août 1221, un premier arbitrage contraint l'empereur à restituer le droit de patronage au prélat ; le 5 mai 1223, un nouvel arrangement permet à l'évêque Berthold de Teck de récupérer certains droits et impôts sur la ville.
Les visées de Frédéric II sur Molsheim se heurtent encore en 1236 à la fin de non-recevoir exprimée par l'évêque Berthold Ier ; par la suite, l'empereur rabat ses ambitions sur la ville proche de Rosheim plus ouverte à la négociation. Vers 1241-1242, ni Molsheim ni la vallée de la Bruche ne paient plus l'impôt d'Empire (Reichssteuer (de)). Enfin, en 1245, le premier concile de Lyon, réuni par Innocent IV excommunie Frédéric II, ce qui le discrédite complètement en Alsace, et facilite la reprise en main de nombreux territoires, notamment de Molsheim, par l'évêché strasbourgeois. Cette mainmise est encore accrue par la vacance du trône impérial durant le Grand Interrègne de 1250 à 1273. Aux débuts, ce rapprochement entre Molsheim et le pouvoir épiscopal est vécu assez paisiblement ; mais les relations s'enveniment très rapidement avec l'arrivée à l'évêché de Walter de Geroldseck, beaucoup plus ambitieux sur le plan politique. Le 13 juin 1252, la ville de Molsheim est pour la première fois qualifiée d'oppidum, ce qui signifie que la construction des remparts a commencé.
La plus intense phase de construction du nouveau rempart se situe entre 1250 et 1260. Cependant, en 1262, après la bataille de Hausbergen, les troupes strasbourgeoises victorieuses dirigées par Reinbold Liebenzeller arrivent devant Molsheim ; la ville leur offre une forte somme d'argent pour ne pas être pillée, ce qui prouve aux yeux des historiens modernes l'inachèvement, ou du moins l'insuffisance de la muraille à cette date. Le 14 février 1262, les villes de Strasbourg, Molsheim et Mutzig concluent une alliance défensive contre la maison de Geroldseck, qui incite cette dernière à conclure un traité.
L'Interrègne prend fin avec l'élection de Rodolphe Ier de Habsbourg en 1273. Ce dernier souhaite clarifier sa position vis-à-vis des villes fondées par sa famille, en particulier Molsheim et Mulhouse. Trois accords et chartes défont légalement le lien entre Molsheim et l'Empire : le 23 février 1274, Molsheim et Mutzig sont cédés par Rodolphe, pour la durée de la vie de ce dernier, à Conrad de Lichtenberg, en échange de Mulhouse. Le 19 février 1293, Adolphe de Nassau confirme le lien entre Molsheim et l'évêque ; enfin, le 28 novembre 1308, Henri VII de Luxembourg affirme l'irrévocable appartenance épiscopale de Molsheim et Mutzig, en échange de droits sur Mulhouse et Wasselonne.

### Développement médiéval

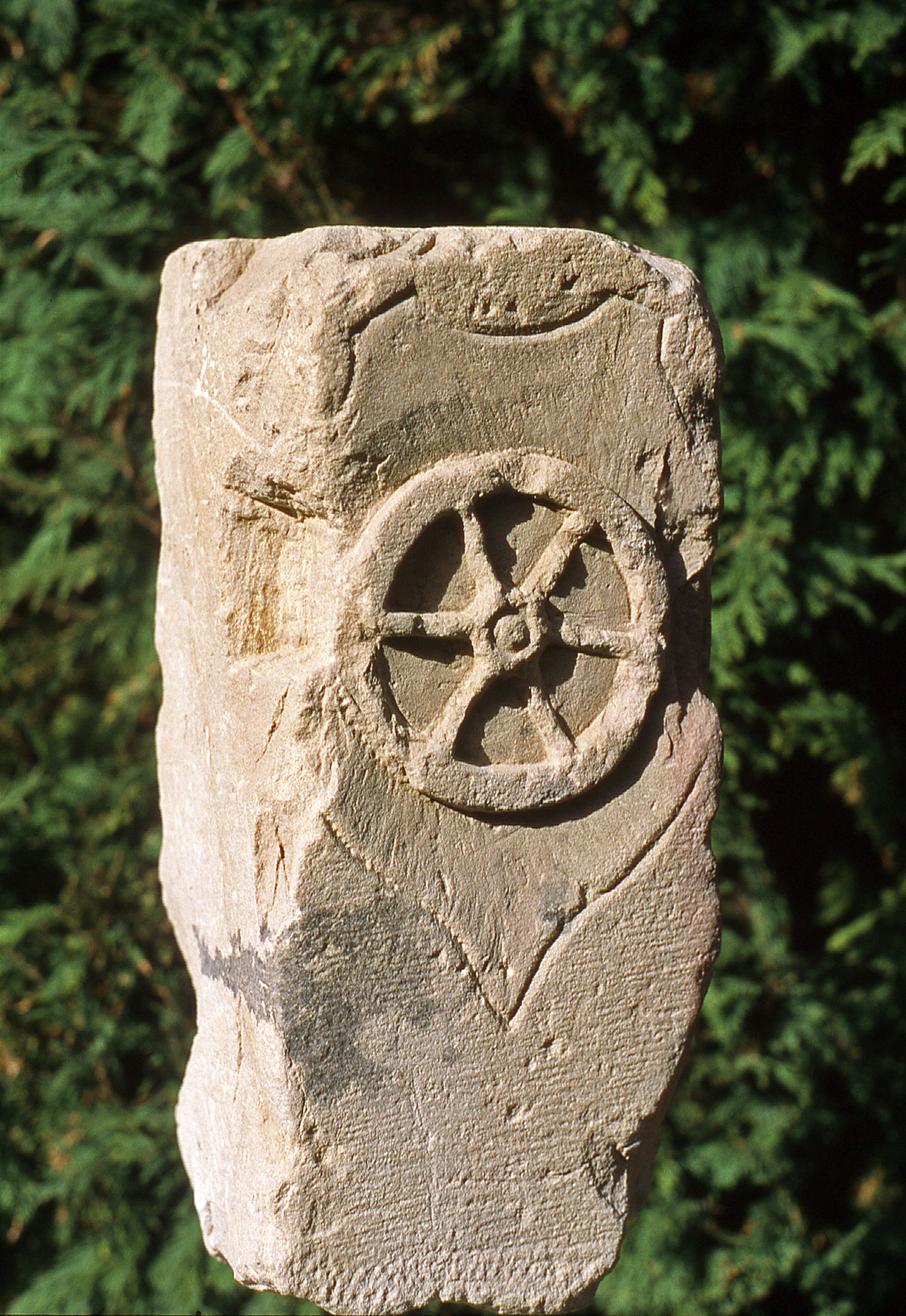
Borne du ban de Molsheim, délimitant le territoire de la Ville hors les murs.

Jean de Dirpheim, à la suite des traités de 1308-1309 transférant officiellement la souveraineté de Molsheim aux évêques de Strasbourg, agrandit probablement le rempart du côté oriental afin d'englober l'hospice fondé avant 1318. Ces travaux hypothétiques auraient duré jusque vers 1325,.
L'hôpital, mentionné ci-dessus, est justement une création de Jean de Dirpheim. Il est présenté comme destiné aux pauvres et aux malades ; toutefois cette activité caritative n’a guère laissé de traces écrites ; en revanche, il est doté dès 1326 de sept prébendes sacerdotales ; un « chapitre de l’hôpital », présidé par un doyen, le gère,.
La ville, relativement protégée par ses remparts, se développe et prospère. Possession directe de l'évêque de Strasbourg, elle s'oppose en cela à ses puissantes voisines indépendantes de la Décapole, en particulier Rosheim et Obernai, dont les fortifications sont beaucoup plus conséquentes.

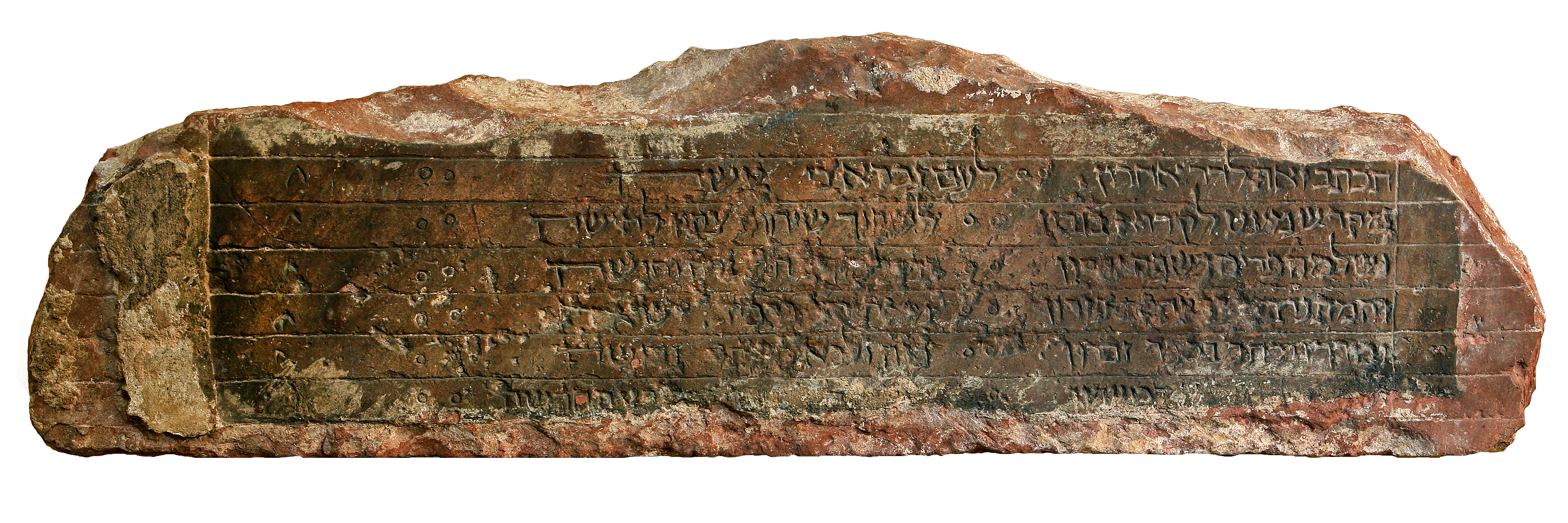
Judenstein (Pierre des Juifs), seul vestige de la présence hébraïque médiévale à Molsheim. Cette pierre commémore un don effectué à la synagogue.

Parallèlement au développement de la paroisse Saint-Georges, le judaïsme se développe rapidement dans la nouvelle cité. Une synagogue est installée avec l'autorisation de l'évêque Berthold de Bucheck, avant 1343 (voir ci-contre à gauche). Toutefois, elle ne subsiste pas longtemps, la peste noire marquant le débuts de persécutions se traduisant à Molsheim par l'expulsion des Juifs,.

### Menaces et ravages de la fin du Moyen Âge
L'importance des ravages de la Peste noire à Molsheim ne sont pas connus avec exactitude. En revanche, le traité de Brétigny instaurant une trêve dans la guerre de Cent Ans, les grandes compagnies se retrouvent désœuvrées et pillent l'Alsace. Le 13 juin 1361, une alliance est constituée à Molsheim pour se défendre contre les déprédations des « Engellender » (« Anglais »). Cette alliance très large rassemble, outre les dix villes de la Décapole, l'évêque Jean II de Lichtenberg, l'abbé de Murbach et le Magistrat de Strasbourg. Cette alliance est réactive lors d'une seconde invasion au printemps 1374 ; Lambert de Buren concentre les troupes qu'il a sollicitées à Molsheim. Aucune ville n'est prise par les Compagnies, mais les campagnes sont dévastées.
En 1388, les luttes entre Robert II du Palatinat et les villes souabes s'étendent à l'Alsace ; selon certains historiographes du XIXe siècle, le comte palatin exerce alors notamment des représailles contre Molsheim, qui aurait été prise et incendiée. Néanmoins l'archéologie ni les documents d'époque n'attestent de ces ravages ni de leur ampleur. Peu d'années après, le suzerain de la ville, l'« évêque » (non consacré ni même ordonné prêtre) Guillaume II de Diest, pour soutenir sa politique dépensière, engage Molsheim à la Ville de Strasbourg en 1406. Inféodés à la métropole, les Molshémiens doivent alors lui prêter serment, ce qu'ils se refusent à faire à plusieurs reprises. La volonté de Guillaume de céder Saverne au duc de Lorraine pousse les chanoines à mettre l'arrêter le 3 décembre 1415 au château de Molsheim. L'incarcération de l'évêque est jugée sévèrement par le Concile de Constance. L'apaisement du conflit en 1418 ne règle pas le passif entre Guillaume et Molsheim : la ville est en effet à nouveau menacée entre 1419 et 1422 lors de la guerre locale, dite « Dachsteiner Krieg » provoquée par Guillaume ; enfin Molsheim est hypothéquée en 1423 ; l'apaisement ne survient qu'avec la mort de l'évêque en 1439.
Le traité d'Arras désœuvre à nouveau les mercenaires. Ceux-ci, sous la conduite de Jean de Fénétrange, s'attaquent de nouveau à l'Alsace au printemps 1439. Cette invasion ayant été prévue par l'évêque, la défense du pays s'organise, ce qui permet à Molsheim de résister victorieusement à l'assaut des Armagnacs ; les assaillants perdent environ trois cents hommes sous les murailles de la ville. Les mercenaires ruinent la plaine alsacienne sans parvenir à entrer dans les villes jusqu'en 1445.

## XVIe–XVIIIesiècle

### Guerre des Paysans
Durant la Guerre des paysans, l'assemblée générale des insurgés se tient à Molsheim du 4 au 11 mai 1525. Elle rassemble les six principales troupes, celle des alentours de Sarreguemines, celle de Cleebourg, celle de Neubour, celle d'Altorf, celle d'Ebersunster et celle du Sundgau. À l'issue de cette réunion, c'est un molshémien, Érasme Gerber, qui est élu capitaine général des troupes.
Érasme Gerber, décrit comme enthousiaste et habile, refuse de négocier avec le bailli Jean-Jacques de Moersberg, ayant bien compris que les pourparlers proposés par celui-ci n'étaient qu'un moyen de gagner du temps avant l'arrivée des troupes militaires chargées de réprimer les soulèvements paysans. Il refuse également d'écouter les appels à l'apaisement de Martin Bucer, Wolfgang Capiton et Matthieu Zell. Seul Josel de Rosheim lui fait entendre raison, négociant avec Érasme la sauvegarde de Rosheim. Peu après, le mouvement paysan est écrasé à Saverne.

### Capitale catholique
Jean de Manderscheid propose aux Jésuites de s'installer en Alsace en 1578 ; mais ceux-ci, n'étant pas suffisamment nombreux pour cette tâche, refusent. Une seconde tentative est plus fructueuse et les Jésuites s'installent à Molsheim le 15 mars 1580. Dès le 25 du même mois, la première classe du collège est ouverte. Trois semaines plus tard, une seconde classe devient nécessaire. En novembre de la même année, 84 élèves sont recensés et 160 l'année suivante, année durant laquelle un Seminarium Repetentium est installé afin de former des novices jésuites, ce qui n'entrait pas dans les intentions initiales de la Compagnie de Jésus. En 1581 et 1582, le collège doit être déplacé d'urgence à Saverne à cause de la peste. De retour à Molsheim, l'institution compte cinq classes et, dès 1584, un internat est disponible.
Les Jésuites estimant trop faible le potentiel d'un éventuel séminaire, contrairement à l'évêque, les cours de théologie ne commencent qu'en 1592, mais ils sont immédiatement interrompus par la guerre des évêques et ne reprennent qu'au bout d'un an. Les nouveaux cours s'ajoutent au cas par cas, sur l'insistance de Charles de Lorraine, prétendant à l'évêché de Strasbourg et en lutte pour ce titre avec le candidat protestant.
Quand Strasbourg devient protestante, l'évêque se réfugie à Molsheim. Avec lui s'installe également, en 1604, le chapitre des chanoines de la cathédrale, dits « les Vingt-quatre Comtes ». En 1605 les suivent le grand chœur, composé de prébendiers chantant les offices religieux ; plusieurs communautés religieuses s'établissent également peu avant ou peu après,,. Les chartreux sont les plus connus, avec la création de la chartreuse de Molsheim en 1598, mais ils avaient été précédés des Jésuites et des Bénédictins en 1580 ; et en 1657 suivent les Capucins. Molsheim devient ainsi la capitale catholique de la Contre-Réforme en Basse-Alsace.
Durant toute cette période, les relations entre Molsheim et Strasbourg sont très variables. À plusieurs reprises, les troupes strasbourgeoises viennent assiéger et bombarder la ville ; plusieurs fois elles forcent les défenses, pillent et incendient la cité.
À partir de 1617, Molsheim abrite une université, dite « Académie », sur décision conjointe du pape Paul V et de l'empereur Ferdinand II. Cette université forme à la philosophie et à la théologie et est confiée à la Compagnie de Jésus,.

### L'intégration à la France
À partir du milieu du XVIIe siècle, le roi de France commence à peser sur la politique alsacienne. Ainsi, son protégé François-Egon de Fürstenberg devient évêque de Strasbourg en 1663 ; c'est à Molsheim qu'il est élu.
À partir de 1681, les conquêtes alsaciennes de Louis XIV rattachent Molsheim à la France. Dès 1683, le séminaire est rapatrié à Strasbourg. Peu de temps après, Strasbourg étant redevenue essentiellement catholique, le 14 mai 1701, l'université de Molsheim est officiellement rétablie dans ses locaux de Strasbourg, « capitale de la province » suivant les dires du roi, qui qualifie au passage Molsheim de « ville de petite étendue, de peu de commerce et beaucoup moins commode pour les étudiants ». Dès lors, les instituts de formation présents à Molsheim ne forment plus que des prêtres (germanophones)pour desservir les campagnes alsaciennes. Aussi la théologie devient-elle la principale matière étudiée dans la ville.
De 1590 à 1630, une série de procès en sorcellerie endeuille Molsheim. De nombreuses personnes, dont un certain nombre d'enfants, sont jugées ; 76 d'entre elles sont brûlées à l'issue de ces jugements, dont 30 enfants. Ces exécutions, qui culminent en 1630, sont recensées dans un livre contemporain nommé Bllutbuch (« livre du sang »).

## Révolution et Empire
Lors de la Révolution, Jean-Jacques Belling, fils de Jean Frédéric Belling et d’Anne Marie Meyer, devient le premier maire de Molsheim.
Le fils de Jean-Jacques Belling, Charles Léonor, est à son tour élu maire de la ville le 28 mai 1815, durant les Cent-Jours. Néanmoins, il doit abandonner sa charge en novembre 1818, étant nommé à cette date contrôleur principal des contributions directes.

## XIXesiècle

### L'industrialisation
Au début du XIXe siècle, les frères Coulaux fondent à Molsheim un atelier de quincaillerie — scies, objets de taillanderie et grosse quincaillerie : instruments aratoires, outils de menuisiers, charpentiers, tourneurs, etc; — dans l'ancien hôtel de la Monnaie épiscopal désaffecté. Ce premier atelier constitue la base du développement industriel postérieur de la ville. Dès l'année suivante, les frères Coulaux reçoivent une médaille d'or pour cet établissement, ayant « attiré chez eux, à grands frais, les meilleurs ouvriers de l'Allemagne, et notamment ceux de Remscheid, dont les fabriques étaient jusqu'alors en possession à peu près exclusive de fournier à la France »,.
Les industries de Molsheim sont diversifiées au début du XIXe siècle. Le sort des ouvriers est généralement peu enviable au XIXe siècle : un rapport qualifie leur situation économique d'« indigence » et leur niveau d'instruction très bas : ils lisent l'allemand, mais ne connaissent pas le français, sont qualifiés d'« inintelligents » et leur éducation, surtout leur formation professionnelle, de « très négligée ». De surcroît, le remplacement militaire démoralise les ouvriers. Seuls les travailleurs de la grosse quincaillerie (c'est-à-dire les ouvriers de Coulaux) disposent d'une caisse de secours. Molsheim est cependant le seul canton alsacien à se préoccuper officiellement de l'instruction féminine, « pour avoir des mères de famille plus intelligentes ».
Cette tradition industrielle est en relatif recul sous le Second Empire ; à la veille de 1870, Molsheim est un gros bourg rural, plus connue pour ses richesses agricoles — l'agriculture occupant 18% des actifs — son vin et son marché hebdomadaire que pour son industrie — qui occupe 46% des actifs, alors que cette proportion monte à 64% à Barr —. Le marché est le troisième plus important du département, et la foire annuelle de la Saint-Georges, qui devient trimestrielle en 1866, est très courue,.
La démographie est peu dynamique et les seules augmentations de populations constatées entre 1817 et 1866 semblent dues aux ouvertures de pensionnats religieux. Molsheim compte, en 1866, 996 actifs, contre 1 208 à Mutzig, 1 430 à Wasselonne et 2 092 à Barr. Si le solde naturel reste relativement positif, ce sont les migrations qui expliquent la stagnation, voire la régression de la population molshémienne. Par ailleurs, la mortalité infantile est préoccupante ; en régression au début du XIXe siècle, elle atteint 21,5% vers 1850, mis remonta à 28,3 % en 1868.

### La guerre de 1870

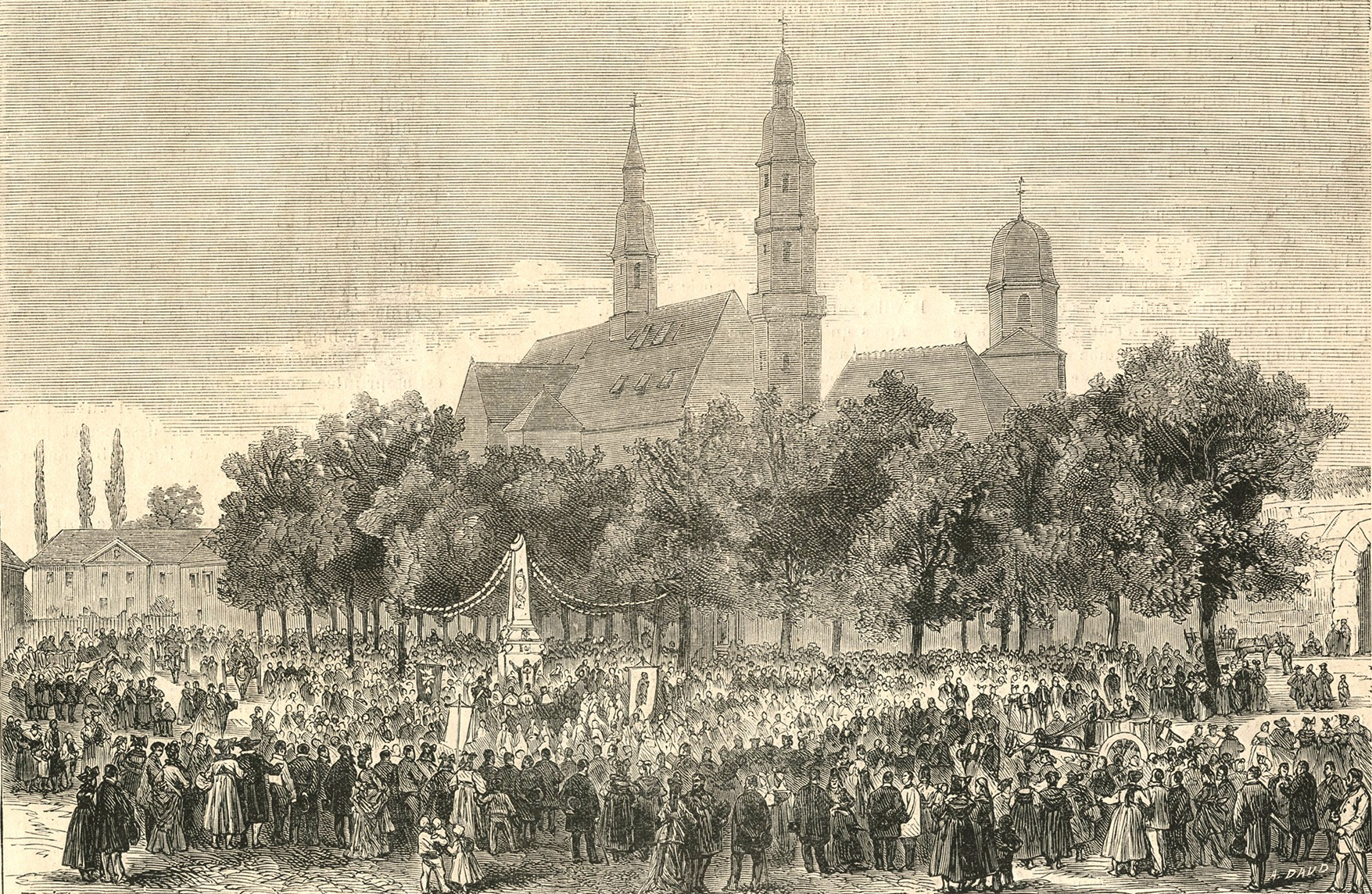
L'inauguration, en novembre 1873, du monument aux morts de 1870.

Molsheim est située au cœur des opérations militaires de protection et de surveillance du siège de Strasbourg En août 1870, les troupes prussiennes occupent le canton de Molsheim et le frappent d'une contribution en nature de 3 888 francs quotidiens, soit 238 000 francs au total. Cette obligation contraint la commune à former une commission chargée de taxer les plus riches et de solliciter des dons patriotiques. Un emprunt de trente mille francs est contracté par la commune, qui le couvre par une souscription publique.
La commune déplore environ vingt morts durant le conflit, tous militaires de l'armée française. Un monument est inauguré à leur souvenir le 2 novembre 1873 devant l'église des Jésuites, avec l'accord tacite des autorités allemandes.

### L'empire allemand
Le 2 décembre 1870, la Kreisdirektion de Molsheim est créée, ce qui donne à Molsheim un statut de sous-préfecture. En août 1871, le Kreisdirektor Maximilian von Oberländer est installé dans l'hôtel de ville. Il ne reste en place que jusqu'en janvier 1873. Les témoignages de l'époque évoquent un homme de tact et de diplomatie, même si leur authenticité paraît sujette à caution. Son successeur est Karl Hippolyte von Ardenne. La mairie étant inadaptée à ces nouvelles fonctions, un emplacement est recherché pour édifier un bâtiment spécifique. Les tractations s'éternisent, car le Kreisdirektor veut un nouveau bâtiment, mais exige une compensation financière de 30 000 marks, que Molsheim estime excessive. Consciente de ces tergiversations, la ville voisine de Mutzig fait des propositions infructueuses à l'administration impériale afin de récupérer le siège de la Kreisdirektion. Ce n'est finalement qu'en 1902 qu'un nouvel immeuble est mis en chantier, avec une contribution égale de Molsheim et de l'administration impériale,.
Le maire Charles Prost démissionne de son mandat le 13 octobre 1870 et s'exile en Algérie. Mais l'élection de son successeur n'a lieu que les 29 et 30 juillet 1871, la ratification de celle-ci par décret impérial que le 13 octobre de la même année, enfin l'installation de Camille Wernert seulement le 6 janvier 1872. Entretemps, c'est la commission municipale mise en place durant la guerre qui assure l'intérim.
La Kreisdirektion de Molsheim est celle où l'option (c'est-à-dire le choix de la nationalité française) représente le pourcentage le plus élevé du Bas-Rhin : 16,6 % des habitants, soit 12 504 personnes, choisissent cette option. Parmi ces derniers, 18%, soit 2 307 habitants, choisissent effectivement d'émigrer en France. Les plus empressés à partir sont les jeunes hommes, en particulier à cause de la conscription obligatoire instaurée au printemps 1872 ; sur 373 inscrits de la classe 1853, 352 sont ainsi absents lors du recensement. À partir de 1874, l'intégration dans l'armée allemande pose moins de difficultés.
Le Kulturkampf est mis en place par Bismarck dans tout l'empire allemand pour lutter contre l'influence, que celui-ci juge néfaste pour l'unité nationale, de l'Église catholique. À Molsheim, il se concrétise par l'expulsion des Jésuites en juillet 1872. La population est ouvertement hostile à ces mesures. En parallèle, la communauté protestante traditionnellement très minoritaire à Molsheim s'accroît de la présence de nombreux Prussiens ; en 1880, de premières démarches sont entreprises pour fournir à cette communauté un lieu de culte. En 1893, une collecte alsacienne est organisée à cette fin. Le terrain est acheté l'année suivante, et les plans du nouvel édifice sont dressés en 1898. La construction démarre le 27 mai 1900 et l'église est inaugurée le 15 septembre 1901.
À partir de 1874, divers concours et études font prendre conscience aux décideurs que l'agriculture, et notamment l'élevage et le fourrage, doivent s'améliorer, particulièrement dans la lutte contre la sécheresse et les parasites, mais aussi la prolifération des hamsters ou les gelées printanières. À la fin du XIXe siècle, la viticulture continue de représenter une part importante de l'économie et de la culture molshémiennes. Ainsi, le recensement de 1888 compte 52 vignerons dans la commune ; le maire de Molsheim, Ernest Fuchs, soucieux de ces intérêts, produit en 1889 un rapport sur les ravages du phylloxéra.

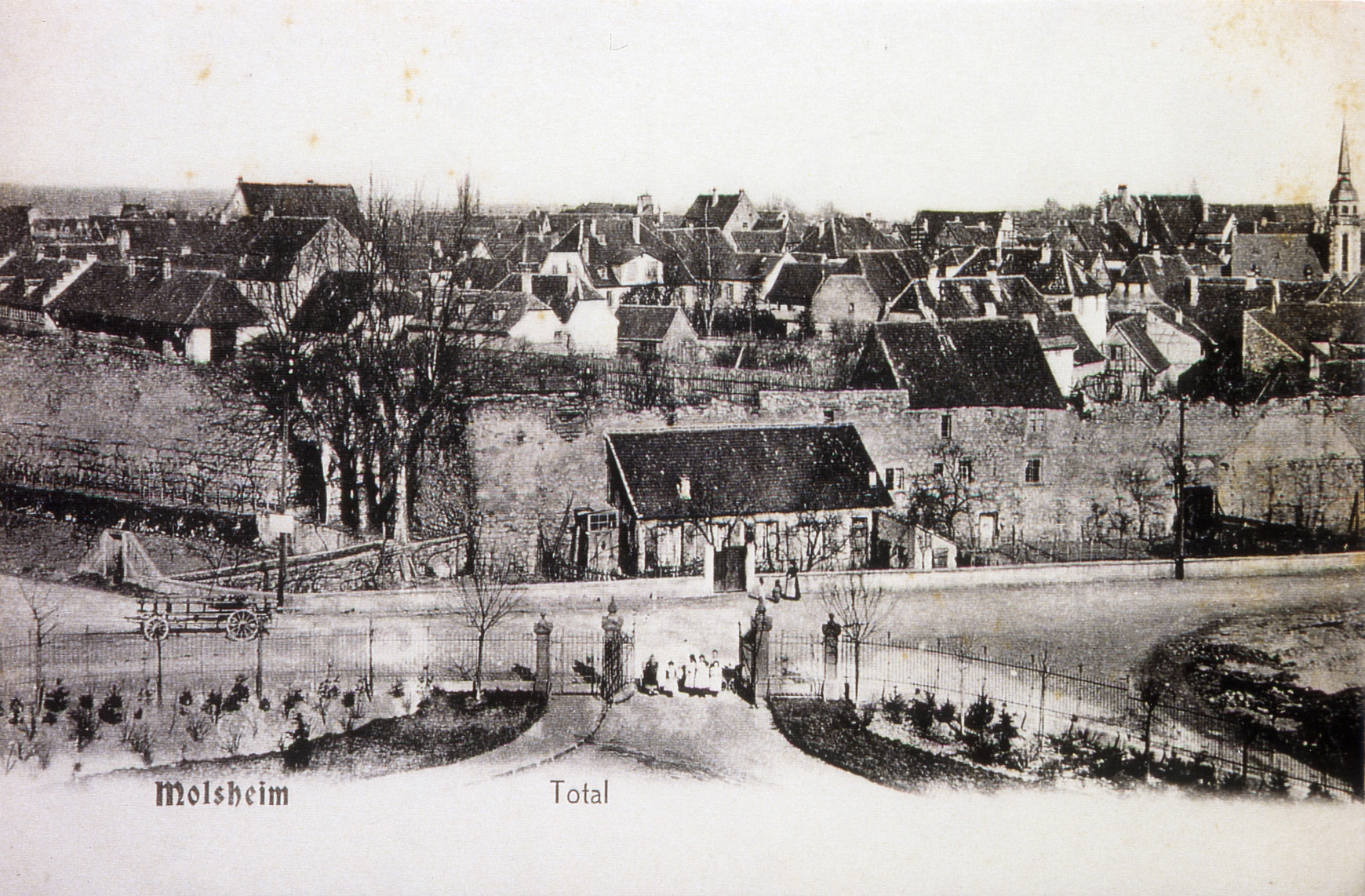
La ville au début du XXe siècle.

La modernisation de la cité commence dans les années 1870. Elle se traduit notamment par l'éclairage des rues au gaz en 1870 ; par l'installation d'un réservoir d'eau rue Jenner, afin de lutter contre le risque d'incendie ; par le pavage des rues Notre-Dame et Jenner en 1874 ; celui des rues Kellermann, de la Boucherie et de la Monnaie en 1879 après deux ans de tractations. Vingt années après, l'éclairage au gaz laisse partiellement la place à l'électricité. Une centrale électrique est décidée en avril 1898 et construite en février 1899 entre Dorlisheim et la Bruche par l'Allgemeine Elektricitäts-Gesellschaft. L'investissement pour cette centrale est de quatre cent mille marks ; la centrale est surdimensiuonnée, les expériences des environs ayant montré que la demande croît très fortement à cette époque, nécessitant souvent des agrandissements d'infrastructures. En 1910, c'est au tour des travaux d'eau courante d'être réalisés.

## XXeetXXIesiècles

### Les dernières années avant-guerre
La politique d'équipement de la ville se poursuit au début du XXe siècle, avec l'installation du Kaiserliches Amstgericht, c'est-à-dire du tribunal. L'architecture de ce nouveau bâtiment cherche à rappeler celle de la Metzig, notamment par ses pignons à volutes, ses fenêtres à meneaux et son double escalier. En parallèle, le projet d'un clocher plus ambitieux est évoqué pour l'église des Jésuites par le curé Seyfried, quoique le maire s'y oppose. L'architecte parisien approché pour le projet affirme que l'unité de style remarquable de l'église serait altérée par l'adjonction d'un clocher, ce qui clôt définitivement le débat.
Les campagnes municipales sont relativement peu animées à la fin du XIXe siècle. En 1902 et 1908, toutefois, le bilan d'Ernest Fuchs est fortement critiqué par Albert Boehler. En 1902, cette opposition remporte peu de succès. En revanche, en 1908, Boehler accède au second tour de l'élection, même si Fuchs est tout de même réélu. Cependant, malade et affaibli, il laisse la gestion de la ville à son adjoint Albert Virion. L'année suivante, il décède ; la population est prête à élire Virion, très apprécié, à sa place, mais ce dernier préfère rester adjoint. C'est l'administration impériale qui choisit un notable de la ville, qui n'était pas conseiller, pour le remplacer : Paul Jehl devient le nouveau maire de Molsheim le 5 mai 1909.
En 1909, Ettore Bugatti fonde à l'emplacement de l'ancien moulin des Chartreux son usine automobile. Comptant à son apogée un millier d'ouvriers, celle-ci produit 7 500 voitures entre 1910 et 1947. Les ouvriers bénéficient d'aides au logement, d'allocations familiales et de salaires élevées. Certains commerçants molshémiens en profitent pour pratiquer un échelle de prix distincte ; en réponse, le patron de l'usine écrit au maire de Molsheim dans les années 1930 pour le menacer de créer une coopérative interne à l'usine.
L'incident de Saverne a un fort retentissement à Molsheim, d'autant plus que vingt-neuf jeunes hommes de l'arrondissement se soustraient à la convocation militaire, entraînant des condamnations judiciaires, notamment des confiscations de biens. La campagne municipale de 1914 est en conséquence l'occasion d'un affrontement de grande ampleur entre Alsaciens et Altdeutscher (de), la tension ce cessant de croître entre les communautés depuis 1911. La première attaque vient du propriétaire et rédacteur du Molsheimer Kreisblatt, qui lance peu avant les élections une violente campagne de dénigrement du maire et de son équipe. Par ailleurs, cette fracture culturelle et linguistique se double d'une fracture sociale, les couches populaires reprochant à Paul Jehl « une gestion bourgeoise et conservatrice ». Le collège des élus est malgré tout plus représentatif de la société molshémienne, intégrant entre autres des agriculteurs, des ouvriers et des artisans.

### La seconde Guerre mondiale
Durant la seconde Guerre mondiale, Edmund Nussbaum est Kreisleiter de Molsheim ; son adjoint est Paul Schall, jusqu'à la fin de 1942, quand il est nommé à Strasbourg,.

### L'après-guerre
La croissance démographique de Molsheim, comme celle de nombreuses petites et moyennes villes d'Alsace, est forte durant l'après-guerre. Ainsi, entre 1692 et 1968, la population croît de 13% pour s'établir à 770 habitants.
L'aménagement de l'Alsace après-guerre fait la part belle à Molsheim. Ainsi, le schéma directeur envisagé dans les années 1970 considère Molsheim et Haguenau comme les deux pôles susceptibles à moyen terme d'accueillir des acteurs du « secteur socio-économique dévolu à Strasbourg ».

### L'époque contemporaine
La fin du XXe et le début du XXIe siècle constitue une période économique faste pour Molsheim, dont l'économie se développe très rapidement. Ainsi, la zone d'emplois dont elle fait partie, et qui compte également Obernai, est une des plus dynamiques de France, et dont le solde net de créations d'emplois est positif même dans les périodes de crise comme en 1975-2011, ; par conséquent, le taux de chômage y est bas ; ainsi, en 2014, alors qu'il s'établit en France à 10,4 %, il est de 6,6 % à Molsheim.
Une des conséquences de ce dynamisme est l'augmentation à cette période de la population d'origine étrangère à Molsheim. À l'instar du reste de l'Alsace, mais plus fortement encore du fait de la nature industrielle de nombreux emplois, une part importante de cette population est d'origine turque. Ainsi, en 1982, la communauté turque représente 37% des étrangers demeurant dans la commune.
Le 4 février 2020 sont lancées les festivités commémorant à la fois les mille deux cents ans de la première mention de Molsheim en 820, et les huit cents ans de la fondation de la ville, l'acte officiel de Frédéric II étant daté du 4 février 1220. Cette année commémorative est toutefois fortement modifiée du fait de la pandémie de Covid-19, qui oblige les intervenants à reporter ou modifier les évènements prévus.

### Autres publications utilisées dans l'article
- [Jean-Marie Valentin 2007] Jean-Marie Valentin, « Collège royal, collège épiscopal : Strasbourg et la pratique du théâtre de 1681 à 1765 », dans Anne Piéjus, Jean-Yves Vialleton, Théodora Psychoyou & Laura Naudeix, Plaire et instruire : Le spectacle dans les collèges de l'Ancien Régime, Rennes, Presses universitaires de Rennes, avril 2007, 370 p. (ISBN 9782753503632, OCLC 124026073, lire en ligne), p. 301 à 313
- [Selma Stern 2008] Selma Stern (en) (trad. Freddy Raphaël, Monique Ebstein), L'avocat des Juifs : les tribulations de Yossel de Rosheim dans l'Europe de Charles-Quint, Strasbourg, La Nuée bleue, 2008, 316 p. (ISBN 9782716507394, BNF 41358186)
- [Marcel Metzger 2010] Marcel Metzger, « Les synodes diocésains à Strasbourg : XVIe – XVIIIe siècle », dans Marc Aoun, Jeanne-Marie Tuffery-Andrieu, Conciles provinciaux et synodes diocésains du Concile de Trente à la Révolution française : défis ecclésiaux et enjeux politiques ?, Strasbourg , Presses universitaires de Strasbourg, 2010, 415 p. (ISBN 9782868204554, lire en ligne), p. 117 à 126